# Люк (нижний приток Чепцы)
Люк — река в Балезинском районе Удмуртии. Правый приток Чепцы.

## Описание
Длина реки составляет 35 км, площадь бассейна — 193 км². Протекает на Верхнекамской возвышенности. Исток расположен к северу от малой деревни Мокино, на водоразделе бассейнов Чепцы и верхней Камы (рядом находятся верховья реки Лопья). Течёт в южном направлении, большая часть течения проходит по лесному массиву. Протекает деревню Верх-Люкино в верхнем течении, село Турецкое, деревни Бозгон и Речка Люк в нижнем. Впадает в Чепцу в 359 км от её устья по правому берегу (в 3 км к югу от деревни Речка Люк).
В бассейне реки также находятся населённые пункты Люк, Эркешево, Большое Сазаново, Зотино, Коршуново и другие. Около села Люк на реке имеется запруда. Ширина реки у устья — около 10 м, скорость течения 0,5 м/с.
Основной приток — Ислюк (правый, длина 13 км).

## Данные водного реестра
По данным государственного водного реестра России относится к Камскому бассейновому округу, водохозяйственный участок реки — Чепца от истока до устья, речной подбассейн реки Вятка. Речной бассейн реки — Кама.
Код объекта в государственном водном реестре — 10010300112111100032967.